# Башир II Шихаб
Башир II Шихаб (2 января 1767, Газир — 1850 год, Константинополь) — ливанский эмир, правивший Ливаном в первой половине XIX века.

## Жизнь
Башир родился 2 января 1767 года, будучи сыном эмира Касима ибн Умара Шихаба из благородного рода Шихаб, который пришёл к власти в 1697 году. Несмотря на своё благородное происхождение, он родился в бедности и женился на своей богатой кузине.

## Карьера
В 1788 году после отречения своего предшественника, эмира Юсефа Шихаба, он был избран эмиром и, начав своё правление под османским сюзеренитетом, был назначен вали (губернатором) Горного Ливана, долины Бекаа и Джабаль-Амеля, что вместе составляет около двух третей территории современного Ливана. Он провёл налоговую реформу и предпринял попытку ликвидации феодальной системы, для того чтобы устранить соперников, наиболее опасным из которых был другой Башир: Башир Джумблат, чьё богатство и феодальные владения равнялись или даже превышали богатства Башира II и который имел большую поддержку в сообществе проживавших в Ливане друзов.
В 1799 году Башир отказался помочь как Наполеону, так и  аль-Джаззару во время осады Наполеоном Акко. Это было одним из факторов, приведших к поражению Наполеона и его последующему возвращению в Египет.

## Войны
В 1822 году османский вали Дамаска вступили в войну с Акко, который был связан с Мохаммедом Али, египетским пашой. В рамках этого конфликта произошло одно из самых известных массовых убийств христиан силами друзов, силы, действовавших с согласия вали Дамаска. Джумблат представлял более недовольных друзов, которые были одновременно отстранены от официальной власти и разгневаны в связи с ростом связей с маронитами со стороны Башира II, который сам был христианином-маронитом (первоначально представители рода Шихаб были мусульманами-суннитами, но некоторые из них обратились в христианство в конце XVIII века при Башире).

## Восстание
Башир II лишился трона эмира, когда он поддержал Акко в войне, и бежал в Египет, а затем вернулся и организовал армию. Джумблат собрал силы друзов, и война приняла сектантский характер: марониты поддерживали Башир II, друзы — Башира Джумблата. Джумблат поднял восстание, и между 1821 и 1825 годами произошло множество массовых убийств и сражений между маронитами, контролировавшими горы Ливана, и друзами, контролировавшими долину Бекаа. В 1825 году Башир II победил своего соперника и убил его после битвы при Аль-Симкании. Башир II не был великодушным человеком и устроил массовую казнь друзов, поддержавших восстание, в частности, в районе Бейрута.

## Поздние годы
Башир II, который пришёл к власти с помощью поддержки со стороны местных авторитетов и почти лишился власти из-за увеличения его отрыва от них, добивался союзников, союзников, которые смотрели бы на окружающие земли как на «Восток» и которые могли бы оказывать помощь торговлей, оружие и деньгами, не требуя взамен верности и не втягиваясь, казалось бы, в бесконечные внутренние дрязги. Попытка получить более высокую степень автономии, он поддержал стремление Мухаммеда Али к независимости от Османской империи в союзе с его сыном Али Ибрагим-пашой, управлявшим Сирией от имени своего отца. Таким образом, интересы Великобритании и Австрии оказались под угрозой, поэтому в 1840 году они помогли туркам изгнать Ибрагим-пашу из Сирии. Башир был схвачен и отправлен в изгнание на Мальту, а затем в Константинополь. После короткого периода прямого османского правления над Ливаном эмиром был назначен Башир Шинаб III, ещё один член семьи Шинаб.

## Памятники
Один из самых замечательных памятников эпохи Башира — великолепный дворец в Бейт-эд-Дин, который он начал строить сразу же после прихода к власти в 1788 году. Он перенёс местопребывание своего правительства из Дейр-аль-Камара в Бейт-эд-Дин, когда он казнил (в ходе своих многочисленных интриг) популярного местного князя, что вызвало беспорядки в Дейр-аль-Камаре.

## Влияние
На сегодняшний день Шихабы по-прежнему являются одной из видных семей в Ливане, и прямые потомки правителя в настоящее время проживают в Турции, Франции и Великобритании, известные как семья Паксоу.